# ボブ・バーカー

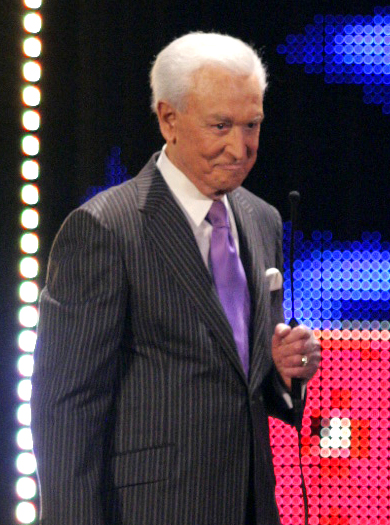
ボブ・バーカー（2009年）

ボブ・バーカー（Bob Barker、1923年12月12日 - 2023年8月26日）は、アメリカの俳優、司会者。

## 来歴・人物
ワシントン州ダーリントン出身。大学在学中にアメリカ海軍に召集されて戦闘機パイロットとなる。その後、ラジオ局KTTS-FMに入社。1956年、『トゥルース・オア・コンシクエンシーズ』の司会に抜擢される。1967年から20年間、ミス・ユニバース世界大会、ミスUSAの司会、さらに1972年から35年間、『ザ・プライス・イズ・ライト』の司会を務めた。
シー・シェパードの活動に協力し、500万ドルの資金を献金した。同団体は、捕鯨抗議船に氏の名前を命名した。また、動物の倫理的扱いを求める人々の会の支援者でもあり、同団体に対しても多額の献金をしている。
2023年8月26日早朝にカリフォルニア州ロサンゼルスの自宅で死去。99歳没。

## 出演番組
- 『ミス・ユニバース』
- 『ミスUSA』
- 『ザ・プライス・イズ・ライト』
- 『ファミリー・ゲーム』

## 受賞歴

### デイタイム・エミー賞
- 総合19回受賞:
  - デイタイム・エミー賞・優秀クイズ番組司会者賞を14回受賞 ※『ザ・プライス・イズ・ライト』の司会者として
  - デイタイム・エミー賞・クイズ番組部門を4回受賞 ※『ザ・プライス・イズ・ライト』のエグゼクティブ・プロデューサーとして
  - 生涯功労賞 ※1999年のデイタイム・エミー賞にて

### WWE
- 2009年 WWEにてスラミー賞最優秀ゲスト司会者賞

### メディア
- CBSテレビジョンシティのボブ・バーカー・スタジオは、彼にちなんで名付けられた
- 『タイム』誌の史上最高のクイズ番組司会者
- GSNの生涯功労賞

### 殿堂入り
- ハリウッド・ウォーク・オブ・フェームのスター
- テレビの殿堂（2004年のクラス）
- NAB放送の殿堂（2008年のクラス）